# Гриценко Галина Миколаївна
Галина Миколаївна Гриценко (Голуб) (нар. 9 жовтня 1947, тепер Російська Федерація) — українська радянська діячка, шліфувальниця скловиробів Костянтинівського заводу «Автоскло» Донецької області. Депутат Верховної Ради УРСР 8-9-го скликань.

## Біографія
У 1967 — 1968 р. — апаратниця Ірбітського склозаводу Свердловської області РРФСР, укладальниця виробів Костянтинівського заводу «Червоний Жовтень» Донецької області.
З 1968 р. — контролер, шліфувальниця, полірувальниця скловиробів Костянтинівського заводу «Автоскло» Донецької області.
Освіта вища.
Потім — на пенсії у місті Костянтинівці Донецької області.

## Нагороди
- ордени
- медалі